# Cheiloneurus gahani
Cheiloneurus gahani är en stekelart som först beskrevs av Dozier 1927.  Cheiloneurus gahani ingår i släktet Cheiloneurus och familjen sköldlussteklar. Inga underarter finns listade i Catalogue of Life.